# Skogaby vattenkraftverk
Skogaby vattenkraftverk är ett vattenkraftverk i Skogaby i Laholms kommun. Det använder vatten från Lagan. Verket togs i drift 1922. Den har en dam som är 230 meter lång och 18 meter hög. Vid kraftverket förekommer nolltappning och det finns en 2 300 meter lång torrfåra.